# Академия медицинских наук СССР
Акаде́мия медици́нских нау́к СССР (АМН СССР) — высшая медицинская научная организация в СССР. Основана 30 июня 1944 года при Наркомате здравоохранения СССР. Действительными членами первого состава Академии медицинских наук СССР стали 60 человек.
Идея создания Академии принадлежала одновременно Г. А. Митереву и Н. Н. Бурденко.
Концепция Н. Н. Бурденко отражала взгляды научной медицинской элиты страны того времени на состояние теоретической медицины середины XX века и полагала ее развитие главной стратегической задачей будущей Академии. Н. Н. Бурденко видел в Академии структуру, подчиненную СНК СССР и имеющую равные права с НКЗ, но в отличие от него разрабатывающую в большей степени теоретические, нежели практические вопросы медицины. Согласно его мнению, в составе АМН СССР должно быть 3 отделения, 23 института и 81 действительный член.
Концепция Г. А. Митерева обосновывала необходимость создания АМН большей частью конкретными прикладными задачами, стоявшими перед советским здравоохранением. В отличие от Н. Н. Бурденко, Г. А. Митерев предлагал организацию, подчиненную НКЗ СССР и решающую, наряду с теоретическими, чисто прикладные вопросы по заданиям его ведомства. По мнению Г. А. Митерева, АМН СССР должна была состоять их 4 отделений, 31 института и 90 членов, включая 10 почетных и 80 — действительных.
В разработке пакета документов, подлежащих утверждению на заседании Совета народных комиссаров СССР, приняли участие Наркомздрав СССР (нарком здравоохранения — Г. А. Митерев) и Главное военное санитарное управление Красной Армии (начальник — Е. И. Смирнов), а в их редактировании и подготовке проекта постановления Совнаркома СССР — отдел науки Управления агитации и пропаганды и отдел здравоохранения Управления кадров ЦК ВКП(б). От ЦК партии вопрос курировал секретарь ЦК ВКП(б) А. С. Щербаков. В окончательном варианте документов, представленных на утверждение СНК СССР (проект постановления, Устав АМН СССР, список НИИ (25 наименований), список действительных членов (56 фамилий)) были учтены концепции народного комиссариата здравоохранения СССР (Г. А. Митерев) и Ученого медицинского совета НКЗ СССР (Н. Н. Бурденко).
Основа АМН СССР была создана из организационных элементов, ранее составлявших комплексные структуры Общества Московского научного института в память 19 февраля 1861 г. (1912—1918), Государственного института народного здравоохранения (1918—1930), Всесоюзного института экспериментальной медицины (1932—1944) с непосредственным перерастанием последнего в АМН СССР с включением в ее состав и ряда медицинских учреждений системы Наркомздрава.
В 1984 году Академия медицинских наук СССР была награждена орденом Ленина.
В 1992 году указом Президента Российской Федерации Академия медицинских наук СССР была преобразована в Российскую академию медицинских наук.

## Президенты
Первым президентом АМН СССР стал нейрохирург Н. Н. Бурденко (1944—1946). В последующие годы президентами Академии были: патоморфолог Н. Н. Аничков (1946—1953), хирург А. Н. Бакулев (1953—1960), онколог Н. Н. Блохин (1960—1968, 1977—1987), микробиолог В. Д. Тимаков (1968—1977), эпидемиолог В. И. Покровский (1987—1992).